# Barrage (filme)
Barrage é um filme de drama luxemburguês de 2017 dirigido e escrito por Laura Schroeder. Foi selecionado como representante de seu país ao Oscar de melhor filme estrangeiro em 2018.

## Elenco
- Lolita Chammah - Catherine
- Themis Pauwels - Alba
- Isabelle Huppert - Elisabeth